# 閃客
閃客是通過Flash來從事藝術表達和設計的人。

## 歷史
閃客一詞最早來自于閃客帝國的論壇討論。閃客帝國是最早支持閃客活動的網站社區。從1999年以來，閃客的發展和定義都有了很大的變化。早期的閃客以簡單的內容和明瞭的表現手法取勝，bbqi的《戀曲1980》、白丁的《少兒不宜》都以內容取勝。
2000年7月份發佈的蒋建秋的《新長征路上的搖滾》是閃客歷史上的一個里程碑。閃客MTV製作第一次運用了全矢量的動畫效果，比起以往的用圖片拼湊出來的MTV作品在震撼力和音樂的銜接上都有的質的飛躍。從蒋建秋開始，許多閃客像皮三的作品都開始用全矢量來製作。
2001年開始，閃客作品的內容表達開始多樣化，showgood的《神啊！救救我吧》表現的年輕男孩對愛情的嚮往。朱志强的《小小作品3號》成為武打FLASH的經典，也成為國內單篇FLASH點擊的最高記錄。該作品大約已被點擊3,000萬次以上。同年9月，林'C的《重愛輕友》、《忍者》和《絕望生魚片》成為了生活幽默作品的典型。
進入2002年，閃客的作品趨於藝術化。卜樺的作品《貓》用藝術的筆法表現出了母子情深的主題。蠟筆X的田園風格的FLASH也開始撅起。
2003年是許多工作室開始建立的一年。最早建成的工作室，B&T、思妙和中華軒動畫網相繼成為閃客的新勢力。這也再次證明了閃客強強合作的必要性。同年，一些優秀的個人FLASH作者也相繼涌現出來。the4world的《求愛復刻版》、何熠的《美雪》、歪馬秀的《心非所屬》等作品。2003年的B&T是最引人矚目的團隊，他們的《神廟的祈願》第一次把FLASH和PAINTER結合起來使用，達到了非常好的藝術效果。
2004年，B&T的大。海繼續發揚了他們以往的風格和優勢。2005年，中華軒開始發佈了《女孩，你的一分鐘有多長》動畫連續篇。

## 知名閃客
- 卜樺
- B&T

1. ↑  . 中国电子商务 (新浪网). 2006-10-09.